# 1902
- Wikisource

| Calendário gregoriano                                                        | 1902 MCMII                          |
| Ab urbe condita                                                              | 2655                                |
| Calendário arménio                                                           | 1351 – 1352                         |
| Calendário bahá'í                                                            | 58 – 59                             |
| Calendário budista                                                           | 2446                                |
| Calendário chinês                                                            | 4598 – 4599 Início a 8 de fevereiro |
| Calendário copta                                                             | 1618 – 1619                         |
| Calendário etíope                                                            | 1894 – 1895                         |
| Calendários hindus - Vikram Samvat - Calendário nacional indiano - Cáli Iuga | 1957 – 1958 1823 – 1824 5002 – 5003 |
| Calendário Holoceno                                                          | 11902                               |
| Calendário islâmico                                                          | 1320 – 1321                         |
| Calendário judaico                                                           | 5662 – 5663 Início a 2 de outubro   |
| Calendário persa                                                             | 1280 – 1281 Início a 22 de março    |
| Calendário rúnico                                                            | 2152                                |
| Calendário solar tailandês                                                   | 2445                                |

1902 (MCMII, na numeração romana) foi um ano comum do século XX do actual Calendário Gregoriano, da Era de Cristo, e a sua letra dominical foi E (52 semanas), teve início a uma quarta-feira e terminou também a uma quarta-feira.
| Ano completo                        |
| ----------------------------------- |
| Ano comum com início à quarta-feira |

## Eventos
- Práxedes Mateo Sagasta Escolar torna-se presidente do governo de Espanha.
- Francisco Silvela y le Vielleuze substitui Práxedes Mateo Sagasta Escolar como presidente do governo de Espanha.

### Março
- 1 de março - Ocorre a quarta Eleição Presidencial no Brasil.

### Julho
- 21 de julho - Fundação do Fluminense Football Club.

### Agosto
- 2 de agosto - A marca automotiva Cadillac é fundada.
- 6 de agosto - Ciclo da Borracha: Inicia a Revolução Acreana.[1]

### Novembro
- 15 de novembro - Assume o 5º Presidente eleito do Brasil, Rodrigues Alves.

### Dezembro
- 29 de dezembro - Criação do Ministério da Agricultura, Pecuária e Abastecimento no Brasil.

## Nascimentos
- 31 de janeiro - Alva Myrdal, diplomata sueca, Nobel da Paz (m. 1986)[2]
- 10 de fevereiro - Walter H. Brattain, físico britânico, Nobel de Física (m. 1987)[3]
- 24 de fevereiro - Gladys Aylward, missionária cristã britânica na China (m. 1970).
- 3 de março - Sarah Rector, magnata do petróleo americana (m. 1967)
- 30 de abril - Theodore Schultz, economista norte-americano, Nobel de Economia (m. 1998)[4]
- 3 de maio - Alfred Kastler, físico francês, Nobel de Física (m. 1984)[3]
- 8 de maio - Andre Michael Lwoff, microbiologista francês, Nobel de Fisiologia ou Medicina (m. 1994)[5]
- 18 de junho - Barbara McClintock, geneticista norte-americana, Nobel de Fisiologia ou Medicina (m. 1992)[5]
- 10 de junho - Kurt Alder, químico alemão, Nobel de Química (m. 1958)[6]
- 10 de agosto - Arne Tiselius, químico sueco, Nobel de Química (m. 1971)[6]
- 12 de setembro - Juscelino Kubitschek, médico e político brasileiro (m. 1976)
- 3 de outubro - Costa e Silva, 30º Presidente do Brasil (m. 1969).
- 17 de outubro - Irene Ryan, atriz e comediante norte-americana (m. 1973).
- 31 de outubro - Carlos Drummond de Andrade, escritor brasileiro participante do modernismo (m. 1987).
- 17 de novembro - Eugene Wigner, físico húngaro, Prêmio Nobel (m. 1995)[3]

## Mortes
- 10 de julho - Gottlieb Mueller, empresário suíço, naturalizado brasileiro (n. 1843)
- 29 de setembro - Émile Zola, consagrado escritor francês, considerado criador e representante mais expressivo da escola literária naturalista. (n. 1840)
- 3 de dezembro - Prudente de Morais, terceiro presidente do Brasil (n. 1841).

## Prêmios Nobel
Prêmios Nobel de 1902:
- Física - Hendrik Lorentz,[3] Pieter Zeeman.[3]
- Química - Hermann Emil Fischer.[6]
- Nobel de Fisiologia ou Medicina - Ronald Ross.[5]
- Literatura - Christian Matthias Theodor Mommsen.[7]
- Paz - Élie Ducommun,[2] Charles Albert Gobat.[2]

## Por tema
- 1902 na arte
- 1902 no Brasil
- 1902 na ciência
- 1902 no cinema
- Desastres em 1902
- 1902 no desporto
- 1902 no jornalismo
- 1902 na literatura
- 1902 na música
- 1902 na política
- 1902 na rádio
- 1902 no teatro
- 1902 na televisão